# 부활 (2016년 영화)
《부활》(영어: Risen)은 2016년 공개된 미국의 종교 서사 영화이다. 케빈 레이놀즈가 감독, 레이놀즈와 폴 에일로가 각본을 맡았으며, 조지프 파인스, 톰 펠턴, 피터 퍼스, 클리프 커티스 등이 출연한다.

## 출연

### 주연
- 조셉 파인즈 - 클라비우스 역
- 톰 펠튼 - 루시우스 역
- 클리프 커티스 - 예슈아 역

### 조연
- 피터 퍼스 - 빌라도 역
- 마리아 보토 - 막달라 마리아 역
- 마크 킬린 - 안토니우스 역
- 스티븐 헤이건 - 바르톨로뮤 역
- 안토니오 길 - 아리마데의 요셉 역
- 미쉬 보이코 - 존 역
- 앤디 게더굿 - 퀸투스 역
- 셀바 라살링감 - 제임스 역
- 스튜어트 스커다모어 - 피터 역
- 스티븐 그리프 - 가야바 역
- 마리오 오피나토 - 노동자 역
- 루이스 칼레조 - 요세 역
- 리차드 앳윌 - 폴리비우스 역
- 잔 코르넷 - 토마스 / 디디모 역

## 기타
- 총괄프로듀서: 로버트 휴버맨
- 프로듀서: 패트릭 앨로
- 프로듀서: 믹키 리델
- 미술: 스테파노 마리아 오톨라니
- 세트: 알레산드라 쿠에졸라
- 분장: 지저스 가르시아
- 헤어: 수잔나 산체스
- 의상: 모리지오 밀렌노티
- 배역: 존 허바드
- 배역: 카밀라-발렌티네 이솔라
- 배역: 에드워드 세이드
- 프로덕션매니저: 로버트 휴버맨
- 프로덕션매니저: 카를로스 루이즈 보세타
- 프로덕션매니저: 더글러스 윌킨슨